# La Tempête (film, 1979)
Pour les articles homonymes, voir La Tempête et The Tempest.
Pour plus de détails, voir Fiche technique et Distribution.
La Tempête (The Tempest) est un film britannique réalisé par Derek Jarman, sorti en 1979. 
Il s'agit d'une adaptation de la pièce de théâtre éponyme de William Shakespeare.

## Distribution
- Peter Bull : Alonso
- David Meyer : Ferdinand
- Neil Cunningham : Sébastien
- Heathcote Williams : Prospéro
- Toyah Willcox : Miranda
- Richard Warwick : Antonio
- Karl Johnson (en) : Ariel
- Jack Birkett : Caliban
- Christopher Biggins : Stephano
- Peter Turner : Trinculo
- Ken Campbell : Gonzalo
- Claire Davenport : Sycorax
- Kate Temple : Miranda jeune
- Elisabeth Welch : une déesse
- Helen Wellington-Lloyd : un esprit
- Angela Whittingham : un esprit